# Eupithecia coniurata
Eupithecia coniurata là một loài bướm đêm trong họ Geometridae.